# 格子間領域
格子間領域（こうしかんりょういき, Interstitial region）あるいは原子間領域とはマフィンティンポテンシャルにおいて、マフィンティン半径の外側（マフィンティン球外）の領域のことである。この領域のポテンシャルは一定値をとる（つまり平ら）。その値は、APW法ではゼロであるが、手法によっては（例：LMTO法）、それ以外の値をとる場合もある。